# Game Maker
Game Maker はDelphiプログラミング言語で書かれたゲーム開発用ソフトウェアであり、ユトレヒト大学の教授 Mark Overmars が講義で使う目的で開発した。1999年11月15日、最初の一般向けバージョンがリリースされた。現在の最新版はバージョン8.1。元々はグラフィックス作成ツールであり Animo という名称だった。Mark Overmars が Animo をベースとしたゲーム開発ツールを作り、Game Maker と名付けた。なお、現在はGameMaker: Studioに開発が移行されたため、Game Maker 8.1 が最終バージョンとなる。

## デザイン
Game Maker はドラッグ・アンド・ドロップを多用したインタフェースを採用しており、プログラミングに不慣れな人でもアイコン群を視覚的に構成することで直観的ゲーム開発が可能である。Game Maker には各種動きや基本的な絵や単純な制御構造を含むアクションライブラリが付属している。Game Maker のドラッグ・アンド・ドロップ機能を拡張するには、ユーザーが独自のアクションライブラリを作ってアクション（ドラッグ・アンド・ドロップ型コマンドアイコン）をゲームに追加すればよい。これには公式のライブラリビルダーツールを使うが、若干熟練を要する。
Game Maker は、C++やJavaなどの複雑なプログラミング言語を使わずにテレビゲームを簡単に開発できるよう設計されており、同時に基本的なプログラミングやオブジェクト指向の教育も意図している。経験を積んだユーザーには組み込みのスクリプト言語 Game Maker Language (GML) を用意しており、ゲームのさらなるカスタマイズや拡張が可能である。作成したゲームは Game Maker のEULAに従い、編集不可能な実行形式（.exe）や各バージョンのソースファイル形式（.gmk - Version 7.x、.gm6 - Version 6.x、.gmd - Version 5.x と 4.x、.gmf - Version 3 およびそれ以前）で配布可能である。ゲームを販売することも可能だが、Game Maker のEULAでは著作権で保護された素材を許可無く使用することを禁じている。
Game Maker は欧米では広く知られ、使われている。初心者にとってはとっつきやすく、上級者にとっては複雑なタスクも実現可能という点が、多くのユーザーを引き付けている。特定のジャンルのゲーム専用ではなく、アクションゲーム、ファーストパーソン・シューティングゲーム、サードパーソン・シューティングゲーム、MMOゲーム（MMOFPSなど）、ミニスケープなど様々な種類のゲームを開発できる。ゲーム以外のアプリケーションを開発することも可能である。

## 機能・特徴
2009年7月現在の最新バージョンは7で、2007年2月28日にリリースとなった。Game Maker 8 のベータ版は2009年7月3日にリリースされた。Direct3Dを使って3次元コンピュータグラフィックスを限定的に利用可能で、単純な3次元モデルも限定的にサポートしている。パーティクルシステムにより雨や雪や雲といった効果も実現可能である。
Game Maker には無料の登録不要版 (Lite) と登録版 (Pro) がある。登録版の価格は20ユーロ、25ドル（アメリカ）、20ポンド、38ドル（オーストラリア）。登録することで一部機能が使用可能になる（DLL組み込み、Direct3D使用、物理計算と高度な描画機能など）。無料版ではゲームのロード中に Game Maker の広告が表示されるが、登録するとこれがなくなる。
現在は YoYoGames.com からダウンロードできる。グラフィックス関連はここ数年で格段に進歩しており、アルファ補正やスプライトその他の形状のブレンディング設定が容易である。バージョン6以降 DirectX 8 を採用し機能を拡張しているが、同時に動作環境の要求仕様も高度になってしまった。
Game Maker の機能は Game Maker Language の機能に限定されない。Game Maker で作成したゲームは追加機能のためのダイナミックリンクライブラリをロードできる。コミュニティによって様々なDLLが開発されており、ソケットサポートやMySQL接続サポートなどがある。バージョン7では新たな拡張機構により、DLL、GMLスクリプト、アクションライブラリなどをまとめた拡張パッケージを作ることができる。
Game Maker 向けツールとして、ドラッグ・アンド・ドロップ機能を拡張するライブラリを作る Library Maker、GMLによるスクリプト作成のための Extension Maker などがある。ウェブサイトからはいくつかのリソースパックをダウンロードできる。古いバージョンもダウンロード可能である。

### Lite Edition と Pro Edition
Lite Edition は無料でダウンロード可能だが機能が限定されており、Asteroids などのデモゲームは Pro Edition でのみ利用可能な機能を使っているため、Lite Edition では実行できない。また、Lite Edition では Game Maker のロゴが表示される。Lite Edition にない機能としては、基本的な3次元ゲーム作成機能、CDドライブに入れてあるCDを演奏する機能、画像の拡大縮小や形状変更といった拡張グラフィックスオプション、雨・爆発・花火などをスクリプトなどの拡張をせずに描画するパーティクルシステムの作成などがある。
Pro Edition へのアップグレードには25ドルかかる（2009年初めに5ドル値上げした）。1つのライセンスで3ユーザーアカウントまで利用可能。なお、バックアップ用CD-ROMを入手するには更に9.95ドルが必要である。アップグレードに関しては、ProモードからLiteモードにいつの間にか戻ってしまうといった問題があることが知られている。

### Game Maker Language
Game Maker Language (GML) は Game Maker におけるスクリプト言語であり、ドラッグ・アンド・ドロップシステムではなく普通のプログラミング言語でゲームの拡張や制御を行うことができる。GMLの文法はC言語、C++、Pascalなどに似ている。このため、それらの言語を Game Maker で使えると誤解されることがある。
元々はドラッグ・アンド・ドロップのインタフェースを補い、上級ユーザーがゲームに機能を追加するためのものとして設計されていた。その後 Game Maker の基盤となり、ドラッグ・アンド・ドロップ機能は全てGMLスクリプトで書かれたものになった。
GMLはコンパイラではなくインタプリタである。Game Maker でスタンドアロンのゲームを作成したとき、必要なGMLスクリプトは全て実行ファイル内に詰め込まれる。そしてゲームを実行するたびに内蔵のインタプリタがGMLのコードを解釈実行する。インタプリタであるため、C++やDelphiといったコンパイラよりも一般に低速である。
GMLはまた、DLLをロードし使用する機能をサポートしている。これを使えばC++、Delphi、Pascalなど他のプログラミング言語で書いた関数やルーチンを使うことができる。

### 拡張パッケージ
Game Maker は専用DLLや専用拡張ファイル（DLL、ライブラリ、GMLスクリプト、その他の必要なリソース）をサポートしている。これにより、ユーザーはGMLやC++などのコンパイラ言語を使ってプログラムに新機能を追加できる。ユーザーが開発した拡張を共有するためのサイトがいくつかある。

## YoYo Games
2007年1月26日、Mark Overmars はイギリスの YoYo Games という企業との協業を発表した。同社のCEO Sandy Duncan は Xbox Europe の前副社長で、同社は Game Maker の今後の開発をサポートし、開発者とゲーマーのコミュニティを発展させることを目的としている。Game Maker の開発を促進すると同時に、ユーザーのためのウェブサイトを強化しようとしている。同社のウェブサイトでは、ユーザーが開発したゲームをアップロードし共有する場を提供するとともに、それらのレビューや議論の場も提供する。また、強化したヘルプシステムを提供し、デジタル資産の共有もサポートする。YoYo Games はGMC (Game Maker Community) を再生し、Game Maker 7 をリリースした。2007年4月28日、YoYo Games のウェブサイトが公式公開された。
YoYo Games は Game Maker を使ったゲームの無料ホスティングサービスを提供しており、2008年1月には11,000のゲームがアップロードされている。このサイトにはゲームをオンラインでプレイできる機能もあるが、作成者がダウンロード実行を選択している場合はダウンロードしないとプレイできない。
2008年1月10日、YoYo Games は「冬」をテーマとして第1回の品評会を開催し、3組の開発者に総額1750ドルの賞金が授与された。その後、「古代文明」、「協力」、「惑星を救え」というテーマで品評会が行われている。

## Game Maker のコミュニティ
Game Maker Community はオンラインのフォーラムであり、84,000人以上の会員がいる。Game Maker とそれを使って開発したゲームについて議論する場である。より一般的なゲーム開発についても議論する。現在のフォーラムは Mark Overmars が2003年9月18日に作ったもので、今では YoYo Games の公式サイトのサブドメインとなっている。

## Macintosh版
2008年、Sandy Duncan は Game Maker の Mac OS X 版を開発していると発表した。ベータ版は2008年3月末までに動作するとされていたが、4月後半まで伸び、さらに11月になってやっとリリースされた。遅延の主な原因は利用した開発ツールの機能不足とされている。
YoYo Games はバグ修正中であり、最終的な仕上げをしていることを発表した。当初エディタ部なしでランタイム部だけがリリースされたが、すぐにそのミスも対処された。このベータ版はバグだらけだが、その多くは大きな問題ではない。2009年6月、Sandy Duncan は第2ベータ版のリリースを発表した。その際に「バグがないというわけではないが、かなり使える」と評している。Beta 3 は2009年10月までにリリースされる予定。